# 1748 au théâtre
| Années du théâtre : 1745 - 1746 - 1747 - 1748 - 1749 - 1750 - 1751    |
| Décennies du théâtre : 1710 - 1720 - 1730 - 1740 - 1750 - 1760 - 1770 |

## Événements
- L'acteur italien Girolamo Medebach rencontre à Livourne Carlo Goldoni et lui offre le poste de poète de sa compagnie, basée au Teatro Sant'Angelo de Venise dont il est directeur et gérant ; Medebach joue dans La Veuve rusée (La vedova scaltra) et Il frappatore (it)[1].
- Composition de Kanadehon chūshingura, pièce de théâtre de marionnettes japonaise.
- L'acteur et dramaturge britannique David Garrick compose une adaptation de la tragédie Roméo et Juliette de William Shakespeare où il fait disparaître le personnage de Rosaline, car son abandon par Roméo est considéré comme une preuve d'inconstance et de témérité[2],[3]
- Le poète et dramaturge français Jean-Baptiste Gresset est élu à l'Académie française.

## Pièces de théâtre représentées
- 20 août : Sémiramis, tragédie de Voltaire, Paris, Théâtre-Français
- 30 octobre : Les Acteurs de bonne foi, comédie de Marivaux, chez Jeanne-Françoise Quinault.
- 12 décembre : Catilina, tragédie de Crébillon père, Paris, Théâtre-Français.
- Reprise de Yoshitsune senbon-zakura (Yoshitsune et les mille cerisiers), Edo (Tokyo), par la troupe de kabuki du Nakamura-za.
- La Veuve rusée (La vedova scaltra), pièce en trois actes de Carlo Goldoni, Teatro Sant'Angelo, Venise.
- Le Jeune érudit (de) de Lessing représenté par la troupe de Friederike Caroline Neuber.

## Naissances
- 24 juillet : Honoré de Pontevès-Bargème, comte de Tournon, dit Clairville, acteur français, mort au début du XIXe siècle.

## Décès
- 21 février : Antoine Danchet, auteur dramatique et librettiste français, né le 7 septembre 1671.
- 11 mars : Charles Johnson, écrivain, dramaturge et tavernier anglais, né en 1679.
- 12 septembre : Anne Bracegirdle, actrice anglaise, baptisée le 15 novembre 1671.